# والابی صخره‌ای گوش‌کوتاه شرقی
والابی صخره‌ای گوش‌کوتاه شرقی (نام علمی: Petrogale wilkinsi) نام یک گونه از سرده والابی صخره است.